# 92525 Delucchi
92525 Delucchi este un asteroid din centura principală de asteroizi.

## Descriere
92525 Delucchi este un asteroid din centura principală de asteroizi. A fost descoperit pe 28 iulie 2000 la Gnosca de Stefano Sposetti. Asteroidul prezintă o orbită caracterizată de o semiaxă mare de 2,44 ua, o excentricitate de 0,22 și o înclinație de 2,2° în raport cu ecliptica.